# Vincent Enyeama
Vincent Enyeama (Estat de Kaduna, 29 d'agost de 1982) és un porter de futbol nigerià. Des del 2002 ha estat internacional per la selecció nigeriana. Actualment juga pel Lille OSC de la lliga francesa.